# Feminismo ciberpunk
El feminismo ciberpunk nace casi simultáneamente al movimiento ciberpunk tradicional (es decir, el liderado por escritores varones), como una propuesta nueva que cuestiona los elementos patriarcales y/o machistas presentes en las primeras ficciones del gėnero.
El escritor norteamericano William Ford Gibson es conocido como el fundador, junto con Bruce Sterling, de este subgénero de la ciencia ficción. En su obra prevalece una visión patriarcal e invisibilizante de la mujer. Como menciona Lance Olsen, en relación con Mona Lisa acelerada:

"La educación de Kumi, tal como la de Marly en Conde Cero, la expone a las redes complejas y mortales del sistema patriarcal. Guiada por Molly, Kumi aprende a moverse entre figuras paternas, desde su padre genético en Japón hasta su padre adoptivo en Londres (Swain, Petal, Tick). También descubre que mujeres como su madre y 3Jane, quienes intentan luchar contra el orden dominante, sufren destinos horribles. Desde su punto de vista, solo Molly sobrevive, al abandonar por completo esta jerarquía masculina invisible una vez jubilada. A través de Molly aparece nuevamente al menos un cierto grado de esperanza para la liberación del sistema masculino. Sin embargo, al igual que en las anteriores obras de Gibson, no hay casi esperanza de liberación de la enmarañada maquinaria de las megacorporaciones."

Gibson publica su primera novela, Neuromante, en 1984. Hacia fines de la década de 1980 comienzan a visibilizarse escritoras feministas de ciencia ficción que se animaron, antes y después de la supuesta fecha fundacional, a transgredir las normas preestablecidas por Gibson y otros.

## La ficción ciberpunk feminista

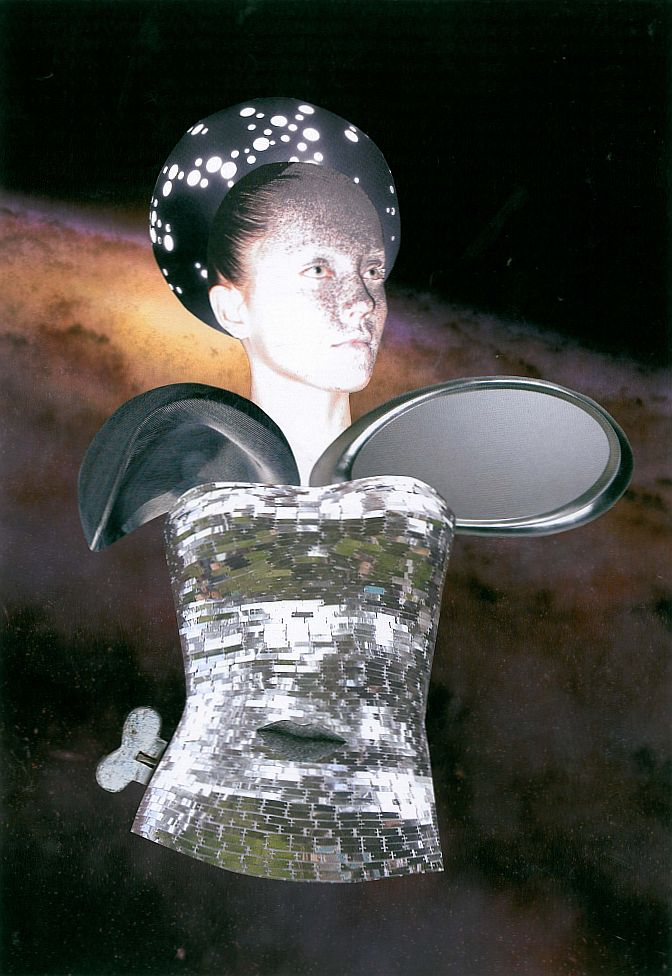
Mujer ciberpunk

La ficción ciberpunk sostiene un feminismo diferente al mainstream; mientras este último sostiene orgullosamente las diferencias entre varones y mujeres, desde el ciberpunk se ve la diferencia como pasiva, refinada, nostálgica y de un 'hippismo tardío'. El feminismo ciberpunk retoma una etapa histórica del feminismo que defendía el igualitarismo por sobre todas las cosas (ver El hombre hembra, de Joanna Russ). Molly, de Neuromancer, es un ejemplo típico; fuerte y despiadada, independiente y violenta.
Lo más visible en la ficción ciberpunk no es el machismo sino el individualismo extremo de sus personajes, tanto en varones como en mujeres. Este individualismo es a veces rebelde y anárquico, a veces egocéntrico y 'superomístico' (superomistic). Tal ambigüedad de connotaciones hace del ciberpunk feminista una lectura más compleja que su interpretación académica como un subgénero reaccionario.
Una crítica más plausible y más seria es la de la xenofobia; el equivalente de los 90 a 'pieles rojas' es 'pieles amarillas'; aquí los malos son altos ejecutivos japoneses. Neuromancer rechaza el zaibatsu de la misma manera en que los Estados Unidos rechazaba la embestida anticipada tecno-económica japonesa. Esta hostilidad se expresa, de nuevo, a través del individualismo: se teme a los japoneses porque son "como hormigas", es decir, no son lo suficientemente individualistas. Este cliché simplista es reproducido significativamente incluso por pensadores sofisticados como Timothy Leary.

## Escritoras feministas ciberpunk
Dentro de las escritoras del feminismo ciberpunk más destacadas encontramos a:
- Patricia Oren Kearney Cadigan (conocida también como Pat Cadigan)
- Laura J. Mixon
- Octavia E. Butler